# الرابطة البرلمانية 1935–36
الرابطة البرلمانية 1935–36 (بالإنجليزية: 1935–36 Isthmian League)‏ هو موسم من دوري إسثميان. فاز فيه نادي ويمبلدون.